# معجم‌البلدان
مُعْجَم البُلدان عنوان دانشنامهٔ جغرافیایی است، نوشتهٔ یاقوت حموی، جغرافی‌دان و تاریخ‌نویس عرب‌زبان قرن هفتم هجری است. نام کامل آن معجم البلدان فی معرفة المدن و القری و الخراب و العمار و السهل و الواعر من کلّ مکان و از دیدگاه شماری از مورخان و خاورشناسان کتابی ارزشمند در عصر خوداست.
این کتاب، تنها بازتاب‌دهندهٔ اطلاعات سایر مورخان، جغرافی‌دانان و جهانگردان نیست؛ بلکه علاوه بر آن، یاقوت حموی اطلاعاتی را به این کتاب افزود که یا خودش در سفرهایش تجربه کرده یا از افرادی که در خلال این سفرها ملاقات کرده، شنیده‌است. یاقوت در تدوین این کتاب، تمرکز زیادی بر صحت اطلاعات داشت و آنچه را در منابع قدیمی‌تر یافته، به شرطی استفاده کرده که از صحت آن مطمئن شده باشد. در غیر این صورت اطلاعات را حذف یا اصلاح کرده‌است.

## نگارش
یاقوت حموی نگارش این کتاب را در سال ۶۱۵ قمری در مرو شروع کرد و آن را در سال ۶۲۱ هجری قمری در حلب به پایان رساند. انگیزه یاقوت حموی از نگارش این کتاب، به مباحثه‌ای بازمی‌گردد که در سال ۶۱۵ هجری در یکی از مجالس علمی در مرو بر سر تلفظ صحیح حباشه (که نام یکی از بازارهای عرب در دوران جاهلیت است) درمی‌گیرد. یاقوت حموی تلفظ صحیح آن را حُباشه و فرد مدعی دیگری آن را حَباشه می‌دانست. یاقوت برای اثبات حقانیت خود، کتابخانه مرو را جستجو می‌کند و به سختی می‌تواند مدارکی در این زمینه پیدا کند و به همین جهت به صرافت می‌افتد که نام و مشخصات و تلفظ همه مکان‌ها را در یک کتاب جمع‌آوری کند تا کار دانشمندان سهل‌تر شود.

## ساختار
معجم البلدان دارای یک پیشگفتار و یک بخش اصلی است.
پیشگفتار، خود از پنج باب تشکیل شده‌است و نویسنده در مورد فواید شناخت هیئت‌های آسمانی، جغرافیا و انگیزه‌های خود از تدوین کتاب اشاره می‌کند. این پنج باب عبارتند از:
1. کلیات جغرافیای ریاضی آسمانی
2. هفت اقلیم از دیدگاه علمی و پیوند افسانه‌ای آنها با برج‌ها
3. اصطلاح‌های جغرافیایی (مانند برید، فرسنگ، میل و…)
4. فتواهای جغرافیایی و احکام مذهبی در خمس غنیمت
5. کلیاتی در تاریخچهٔ شهرها

بخش اصلی معجم البلدان، فهرستی است از اسامی نقاط جغرافیایی مانند کشورها، شهرها، کوه‌ها و غیره. این اسامی به ترتیب حروف الفبا مرتب شده‌اند و نویسنده پس از بیان نام آن نقطه، اطلاعات مختلف دیگری را مانند ویژگی‌های محلی، طول و عرض جغرافیایی، فاصلهٔ آن را تا جایگاه مشهورتر، محصولات کشاورزی و صنعتی، آثار باستانی، افراد سرشناس و حکایت‌های مربوط به آنان، رویدادهای تاریخی مربوط به آن محل، آداب و رسوم محلی و سایر اطلاعاتی از این دست را بیان می‌کند.